# Kościół Jezusa Miłosiernego w Drzeńsku
Kościół pw. Jezusa Miłosiernego w Drzeńsku – rzymskokatolicki kościół filialny w Drzeńsku, w powiecie słubickim, w województwie lubuskim. Należy do dekanatu Rzepin w diecezji zielonogórsko-gorzowskiej.